# 沙京站
沙京站（福州話：/sai˥˥ aŋ˥˥/）位于中华人民共和国福建省福州市长乐区鹤上镇沙京路与京岭路交叉口，是福州地铁6号线的地铁车站，于2022年8月28日启用。

## 车站结构
沙京站位于沙京路下方，大致呈南北向设置。车站为地下二层车站，车站净长212米、标准段净宽18.3米、岛式站台宽度11米。
| 地面层   | 出入口                               |  | 出入口               |
| 地下一层 | 站厅                                 |  | 票务服务、自动售票机 |
| 地下二层 | 1                                    |  | 6号线 往潘墩（鹤上） |
| 地下二层 | 岛式站台，列车运行方向左侧的车门开启 |  |                      |
| 地下二层 | 2                                    |  | 6号线 往万寿（下吴） |

### 出入口与周边
沙京站目前开放2个出入口，其中无障碍电梯位于A出入口、卫生间位于D出入口。
| 沙京站出入口信息            | 沙京站出入口信息 | 沙京站出入口信息 | 沙京站出入口信息 |
| --------------------------- | ---------------- | ---------------- | ---------------- |
|                             |                  |                  |                  |
| 编号                        | 设施             | 位置             | 接驳交通         |
| 出口 · A                    |                  | 车站东北口       | 地铁沙京站       |
| 出口 · D                    |                  | 车站东南口       | 地铁沙京站       |
| 注： 设有电梯 \| 设有卫生间 |                  |                  |                  |

## 历史
- 2017年8月28日，沙京站一期通过基坑开挖条件验收[2]。
- 2022年8月26日，沙京站对外开放试乘[3]。
- 2022年8月28日，沙京站启用[4]。